# Suak Perbong
Suak Perbong is een bestuurslaag in het regentschap Nagan Raya van de provincie Atjeh, Indonesië. Suak Perbong telt 319 inwoners (volkstelling 2010).